# Eptatretus chinensis
Eptatretus chinensis är en ryggsträngsdjursart som beskrevs av John Kuo och Hin-Kiu Mok 1994. Eptatretus chinensis ingår i släktet Eptatretus och familjen pirålar. Inga underarter finns listade i Catalogue of Life.